# Az FC Fehérvár 2007–2008-as szezonja
Az FC Fehérvár 2007–2008-as szezonja szócikk a FC Fehérvár első számú férfi labdarúgócsapatának egy szezonjáról szól, mely sorozatban a 8., összességében pedig a 39. idénye a csapatnak a magyar első osztályban. A klub fennállásának ekkor volt a 66. évfordulója.

## Mérkőzések
| Színmagyarázat | Színmagyarázat |
| -------------- | -------------- |
|                | Győzelem.      |
|                | Döntetlen.     |
|                | Vereség.       |

### Soproni Liga 2007–08

#### Őszi fordulók
| 1. forduló 2007. július 23. 18:00 |

| MTK Budapest                            | 2 – 0               | FC Fehérvár                                 |
| --------------------------------------- | ------------------- | ------------------------------------------- |
| Bori 52' Urbán 60' Kanta 38' Pátkai 57' | (0 – 0) Jegyzőkönyv | Koller 60' Kocsis 72' Baranyai 78' Mohl 84' |

| Hidegkuti Nándor Stadion, Budapest Nézőszám: 1 000 Játékvezető: Bede Ferenc (magyar) |

| 2. forduló 2007. július 30. 20:00 |

| FC Fehérvár                       | 1 – 1               | Kaposvári Rákóczi                      |
| --------------------------------- | ------------------- | -------------------------------------- |
| Božić 44' Baranyai 46' Koller 69' | (1 – 0) Jegyzőkönyv | Zahorecz 46' (11-esből) 18' Maróti 29' |

| Sóstói Stadion, Székesfehérvár Nézőszám: 1 668 Játékvezető: Bognár Tamás (magyar) |

| 3. forduló 2007. augusztus 5. 19:00 |

| Budapest Honvéd                                                                         | 5 – 1               | FC Fehérvár              |
| --------------------------------------------------------------------------------------- | ------------------- | ------------------------ |
| Dobos 14' (11-esből) Palásthy 26' Diego 34' Bárányos 82' Hercegfalvi 85' 86' Vincze 44' | (3 – 1) Jegyzőkönyv | Božić 11' (11-esből) 52' |

| Bozsik József Stadion, Budapest Nézőszám: 2 000 Játékvezető: Sápi Csaba (magyar) |

| 4. forduló 2007. augusztus 11. 19:00 |

| FC Fehérvár                                                                     | 5 – 2               | Vasas                                                                                   |
| ------------------------------------------------------------------------------- | ------------------- | --------------------------------------------------------------------------------------- |
| Sitku 7' 33' (11-esből) Dajić 24' Farkas 60' 45' Božić 76' Nagy 45' Horváth 83' | (3 – 1) Jegyzőkönyv | Rebryk 29' Lázok 83' (11-esből) Balog 15' Pavičević 21' Kovács 32′ Kincses 43' Kiss 90' |

| Sóstói Stadion, Székesfehérvár Nézőszám: 1 500 Játékvezető: Solymosi Péter (magyar) |

| 5. forduló 2007. augusztus 18. 15:00 |

| Nyíregyháza Spartacus | 0 – 1               | FC Fehérvár |
| --------------------- | ------------------- | ----------- |
| Cornaci 73' Zaleh 79' | (0 – 1) Jegyzőkönyv | Farkas 36'  |

| Nyíregyháza Városi Stadion, Nyíregyháza Nézőszám: 4 000 Játékvezető: Kassai Viktor (magyar) |

| 6. forduló 2007. augusztus 25. 19:00 |

| FC Fehérvár                                                                                           | 7 – 0               | FC Tatabánya                |
| --- | ------------------- | --------------------------- |
| Dajić 39' 70' 70' Vayer 60' Farkas 63' Simek 64' Dvéri 87' Sitku 89' Koller 26' Božić 70' Horváth 83' | (1 – 0) Jegyzőkönyv | Juan Pérez 38′ Poleksić 70' |

| Sóstói Stadion, Székesfehérvár Nézőszám: 1 596 Játékvezető: Veizer Roland (magyar) |

| 7. forduló 2007. szeptember 1. 16:30 |

| Rákospalotai EAC                   | 0 – 2               | FC Fehérvár             |
| ---------------------------------- | ------------------- | ----------------------- |
| Horváth 37' Sallai 63' Kőhalmi 79' | (0 – 2) Jegyzőkönyv | Simek 22' 34' Sitku 77' |

| Budai II László Stadion, Budapest Nézőszám: 1 000 Játékvezető: Solymosi Péter (magyar) |

| 8. forduló 2007. szeptember 15. 18:00 |

| FC Fehérvár                                   | 2 – 0               | FC Sopron                                   |
| --------------------------------------------- | ------------------- | ------------------------------------------- |
| Csobánki 23' Sitku 45' (11-esből) Horváth 43' | (2 – 0) Jegyzőkönyv | Pintér 36' Ködöböcz 38' Belić 61' Fehér 66' |

| Sóstói Stadion, Székesfehérvár Nézőszám: 1 500 Játékvezető: Andó-Szabó Sándor (magyar) |

- A mérkőzést törölték és 3–0-val az FC Fehérvárnak került jóváírásra.

| 9. forduló 2007. szeptember 22. 16:00 |

| Győri ETO                                                             | 4 – 1               | FC Fehérvár                                    |
| --------------------------------------------------------------------- | ------------------- | ---------------------------------------------- |
| Brnović 31' Bajzát 57' Bogdanović 73' Bank 86' Völgyi 22' Nikolov 52' | (1 – 1) Jegyzőkönyv | Sitku 23' (11-esből) 58' Kocsis 18' Koller 87′ |

| ETO Park, Győr Nézőszám: 6 000 Játékvezető: Sulyok Gergely (magyar) |

| 10. forduló 2007. szeptember 29. 16:00 |

| Paksi FC                                                     | 2 – 1               | FC Fehérvár                         |
| ------------------------------------------------------------ | ------------------- | ----------------------------------- |
| Buzás 48' (11-esből) 61' Tököli 90+3' Molnár 24' Horváth 36' | (0 – 1) Jegyzőkönyv | Éger 45' (öngól) Nagy 26' Dvéri 43' |

| Fehérvári úti stadion, Paks Nézőszám: 1 000 Játékvezető: Bognár Tamás (magyar) |

| 11. forduló 2007. október 5. 19:00 |

| FC Fehérvár                  | 1 – 2               | Újpest                                 |
| ---------------------------- | ------------------- | -------------------------------------- |
| Dajić 37' 90+2' Csobánki 32' | (1 – 0) Jegyzőkönyv | Kovács 74' Tisza 85' Foxi 4' Haman 46' |

| Sóstói Stadion, Székesfehérvár Nézőszám: 1 921 Játékvezető: Solymosi Péter (magyar) |

| 12. forduló 2007. október 19. 19:00 |

| Diósgyőr                 | 2 – 0               | FC Fehérvár                    |
| ------------------------ | ------------------- | ------------------------------ |
| Sipeki 47' Simon 86' 27' | (0 – 0) Jegyzőkönyv | Božić 20' Mohl 31' Horváth 80' |

| DVTK-stadion, Miskolc Nézőszám: 2 000 Játékvezető: Sápi Csaba (magyar) |

| 13. forduló 2007. november 5. 18:00 |

| FC Fehérvár                           | 0 – 0               | Debreceni VSC |
| ------------------------------------- | ------------------- | ------------- |
| Sitku 61' Dvéri 74' Csobánki 36′, 83′ | (0 – 0) Jegyzőkönyv | Leandro 55'   |

| Sóstói Stadion, Székesfehérvár Nézőszám: 862 Játékvezető: Vad II. István (magyar) |

| 14. forduló 2007. november 10. 16:00 |

| BFC Siófok | 1 – 0               | FC Fehérvár |
| ---------- | ------------------- | ----------- |
| Gajda 90'  | (0 – 0) Jegyzőkönyv | Horváth 37' |

| Révész Géza utcai stadion, Siófok Nézőszám: 1 200 Játékvezető: Berger József (magyar) |

| 15. forduló 2007. november 24. 13:00 |

| FC Fehérvár                           | 2 – 0               | Zalaegerszegi TE                |
| ------------------------------------- | ------------------- | ------------------------------- |
| Dvéri 31' 33' Farkas 80' Csobánki 72' | (1 – 0) Jegyzőkönyv | Miljatovič 1' Máté 61' Tóth 71' |

| Sóstói Stadion, Székesfehérvár Nézőszám: 1 000 Játékvezető: Solymosi Péter (magyar) |

#### Tavaszi fordulók
| 16. forduló 2008. február 25. 18:00 |

| FC Fehérvár                       | 1 – 0               | MTK Budapest            |
| --------------------------------- | ------------------- | ----------------------- |
| Sitku 33' Horváth 4' Polonkai 53' | (1 – 0) Jegyzőkönyv | Lambulić 53' Zsidai 64' |

| Sóstói Stadion, Székesfehérvár Nézőszám: 1 805 Játékvezető: Solymosi Péter (magyar) |

| 17. forduló 2008. március 1. 16:00 |

| Kaposvári Rákóczi | 1 – 0               | FC Fehérvár         |
| ----------------- | ------------------- | ------------------- |
| Nikolics 76'      | (0 – 0) Jegyzőkönyv | Sitku 60' Dvéri 63' |

| Rákóczi Stadion, Kaposvár Nézőszám: 2 500 Játékvezető: Sulyok Gergely (magyar) |

| 18. forduló 2008. március 7. 19:00 |

| FC Fehérvár | 0 – 0               | Budapest Honvéd |
| ----------- | ------------------- | --------------- |
| Koller 81'  | (0 – 0) Jegyzőkönyv | Ivancsics 30'   |

| Sóstói Stadion, Székesfehérvár Nézőszám: 2 166 Játékvezető: Kassai Viktor (magyar) |

| 19. forduló 2008. március 15. 16:00 |

| Vasas                 | 1 – 2               | FC Fehérvár                                                               |
| --------------------- | ------------------- | ------------------------------------------------------------------------- |
| Németh 62' (11-esből) | (0 – 1) Jegyzőkönyv | Sitku 41' (11-esből) Koller 87' Lázár 45' Nagy 56' Horváth 71' Sifter 82' |

| Illovszky Rudolf Stadion, Budapest Nézőszám: 2 500 Játékvezető: Veizer Roland (magyar) |

| 20. forduló 2008. március 22. 16:00 |

| FC Fehérvár                   | 2 – 1               | Nyíregyháza Spartacus                   |
| ----------------------------- | ------------------- | --------------------------------------- |
| Dvéri 16' Sitku 63' Simek 59' | (1 – 0) Jegyzőkönyv | Cornaci 73' 66' Mboussi 33' Minczér 86' |

| Sóstói Stadion, Székesfehérvár Nézőszám: 1 168 Játékvezető: Berger József (magyar) |

| 21. forduló 2008. március 30. 16:00 |

| FC Tatabánya                        | 1 – 3               | FC Fehérvár                                  |
| ----------------------------------- | ------------------- | -------------------------------------------- |
| Béres 73' Almási 60' Juan Pérez 75' | (0 – 2) Jegyzőkönyv | Koller 26' Polonkai 44' Dajić 53' Farkas 72' |

| BVSC Stadion, Budapest Nézőszám: zárt kapus Játékvezető: Solymosi Péter (magyar) |

| 22. forduló 2008. április 5. 19:00 |

| FC Fehérvár                                    | 2 – 1               | Soproni REAC                                 |
| ---------------------------------------------- | ------------------- | -------------------------------------------- |
| Polonkai 13' Sitku 77' Koller 32' Sifter 90+1' | (1 – 1) Jegyzőkönyv | Nyerges 14' Kapcsos 66' Szántai 71' Erős 73' |

| Sóstói Stadion, Székesfehérvár Nézőszám: 1 571 Játékvezető: Bognár Tamás (magyar) |

| 23. forduló 2008. április 12. |

| FC Sopron | 0 – 3               | FC Fehérvár |
| --------- | ------------------- | ----------- |
|           | (0 – 0) Jegyzőkönyv |             |

| Káposztás utcai Stadion, Sopron |

- A mérkőzést törölték és 3–0-val az FC Fehérvárnak került jóváírásra.

| 24. forduló 2008. április 19. 19:00 |

| FC Fehérvár                  | 1 – 0               | Győri ETO                                             |
| ---------------------------- | ------------------- | ----------------------------------------------------- |
| Dajić 9' Simek 58' Sebők 89' | (1 – 0) Jegyzőkönyv | Stark 11' Böőr 56' Völgyi 65' Józsi 86' Nikolov 90+2' |

| Sóstói Stadion, Székesfehérvár Nézőszám: 3 790 Játékvezető: Kassai Viktor (magyar) |

| 25. forduló 2008. április 26. 19:00 |

| FC Fehérvár                                       | 3 – 0               | Paksi FC             |
| ------------------------------------------------- | ------------------- | -------------------- |
| Dvéri 22' Nagy 70' 66' Koller 90' 82' Horváth 44' | (1 – 0) Jegyzőkönyv | Horváth 35' Éger 87' |

| Sóstói Stadion, Székesfehérvár Nézőszám: 3 315 Játékvezető: Veizer Roland (magyar) |

| 26. forduló 2008. május 2. 19:00 |

| Újpest                            | 1 – 0               | FC Fehérvár |
| --------------------------------- | ------------------- | ----------- |
| Sándor 83' Dourandi 35' Božić 38' | (0 – 0) Jegyzőkönyv | Farkas 34'  |

| Szusza Ferenc Stadion, Budapest Nézőszám: 5 108 Játékvezető: Solymosi Péter (magyar) |

| 27. forduló 2008. május 10. 19:00 |

| FC Fehérvár                  | 3 – 1               | Diósgyőr                            |
| ---------------------------- | ------------------- | ----------------------------------- |
| Sitku 56' Dvéri 81' Nagy 90' | (0 – 0) Jegyzőkönyv | Pintér 70' 41' Sebők 45' Kamber 70' |

| Sóstói Stadion, Székesfehérvár Nézőszám: 3 000 Játékvezető: Szilasi Szabolcs (magyar) |

| 28. forduló 2008. május 17. 13:00 |

| Debreceni VSC                                                    | 3 – 0               | FC Fehérvár |
| ---------------------------------------------------------------- | ------------------- | ----------- |
| Huszák 49' Czvitkovics 57' Kouemaha 89' Mészáros 73' Kerekes 80' | (0 – 0) Jegyzőkönyv | Koller 56'  |

| Oláh Gábor utcai stadion, Debrecen Nézőszám: 7 000 Játékvezető: Bede Ferenc (magyar) |

| 29. forduló 2008. május 25. 18:00 |

| FC Fehérvár                                         | 1 – 0               | BFC Siófok                      |
| --------------------------------------------------- | ------------------- | ------------------------------- |
| Nagy 76' Farkas 23' Koller 48' Mohl 51′ Sitku 90+2' | (0 – 0) Jegyzőkönyv | László 29' Sütő 64' Forgács 70' |

| Sóstói Stadion, Székesfehérvár Nézőszám: 2 500 Játékvezető: Kassai Viktor (magyar) |

| 30. forduló 2008. június 2. 18:00 |

| Zalaegerszegi TE     | 1 – 3               | FC Fehérvár                        |
| -------------------- | ------------------- | ---------------------------------- |
| Pekič 73' Polgár 45' | (0 – 1) Jegyzőkönyv | Horváth 42' 90' Nagy 51' Sitku 83' |

| ZTE Aréna, Zalaegerszeg Nézőszám: 1 100 Játékvezető: Solymosi Péter (magyar) |

#### A bajnokság végeredménye
|    | Csapat                | Játszott | Gy | D  | V  | LG | KG | GK  | Pont |
| -- | --------------------- | -------- | -- | -- | -- | -- | -- | --- | ---- |
| 1  | MTK Budapest          | 30       | 20 | 6  | 4  | 65 | 22 | +43 | 66   |
| 2  | Debreceni VSC         | 30       | 19 | 7  | 4  | 67 | 27 | +40 | 64   |
| 3  | Győri ETO             | 30       | 17 | 9  | 4  | 66 | 34 | +32 | 60   |
| 4  | Újpest                | 30       | 16 | 7  | 7  | 57 | 40 | +17 | 55   |
| 5  | FC Fehérvár           | 30       | 17 | 3  | 10 | 48 | 32 | +16 | 54   |
| 6  | Kaposvári Rákóczi     | 30       | 15 | 8  | 7  | 50 | 37 | +13 | 53   |
| 7  | Zalaegerszegi TE      | 30       | 13 | 7  | 10 | 55 | 39 | +15 | 46   |
| 8  | Budapest Honvéd       | 30       | 12 | 7  | 11 | 45 | 36 | +11 | 43   |
| 9  | Nyíregyháza Spartacus | 30       | 12 | 6  | 12 | 36 | 36 | 0   | 42   |
| 10 | Vasas                 | 30       | 12 | 5  | 13 | 42 | 45 | –3  | 41   |
| 11 | Paksi FC              | 30       | 10 | 9  | 11 | 53 | 50 | +3  | 39   |
| 12 | Rákospalotai EAC      | 30       | 8  | 9  | 13 | 44 | 58 | –14 | 33   |
| 13 | BFC Siófok            | 30       | 7  | 8  | 15 | 36 | 46 | –10 | 29   |
| 14 | Diósgyőr              | 30       | 5  | 13 | 12 | 45 | 63 | –18 | 28   |
| 15 | FC Tatabánya¹         | 30       | 3  | 4  | 23 | 37 | 92 | –55 | 13   |
| 16 | FC Sopron²            | törölve  |    |    |    |    |    |     |      |

* Gy: Győzelem D: Döntetlen V: Vereség LG: Lőtt gól KG: Kapott gól GK: Gólkülönbség
|  | A Bajnokok Ligája selejtezőjének második körébe jut     |
|  | Az UEFA-kupa selejtezőjének első fordulójába jut        |
|  | UEFA Intertotó Kupa selejtezőjének első fordulójába jut |
|  | Kiesők                                                  |

¹Az FC Tatabánya a 2008/09-es bajnokságra nem kért licencet.

²Jogerős licencmegvonás, és így kizárva a bajnokságból.

#### Az eredmények összesítése
Az alábbi táblázatban összesítve szerepelnek az FC Fehérvár 2007/08-as bajnokságban elért eredményei.
| Ősz/tavasz (forduló)    | Otthon | Otthon | Otthon | Otthon | Otthon | Otthon | Otthon | Idegenben | Idegenben | Idegenben | Idegenben | Idegenben | Idegenben | Idegenben |
| Ősz/tavasz (forduló)    | M      | GY     | D      | V      | LG–KG  | GK     | P      | M         | GY        | D         | V         | LG–KG     | GK        | P         |
| ----------------------- | ------ | ------ | ------ | ------ | ------ | ------ | ------ | --------- | --------- | --------- | --------- | --------- | --------- | --------- |
| Őszi szezon (1–15.)     | 7      | 4      | 2      | 1      | 19–5   | +14    | 14     | 8         | 2         | 0         | 6         | 6–16      | –10       | 6         |
| Tavaszi szezon (16–30.) | 8      | 7      | 1      | 0      | 13–3   | +10    | 22     | 7         | 4         | 0         | 3         | 11–8      | +3        | 12        |
| Összesen (1–30.)        | 15     | 11     | 3      | 1      | 32–8   | +24    | 36     | 15        | 6         | 0         | 9         | 17–24     | –7        | 18        |

#### Helyezések fordulónként
| Forduló  | 1  | 2  | 3  | 4  | 5  | 6  | 7  | 8  | 9 | 10 | 11 | 12 | 13 | 14 | 15 | 16 | 17 | 18 | 19 | 20 | 21 | 22 | 23 | 24 | 25 | 26 | 27 | 28 | 29 | 30 |
| -------- | -- | -- | -- | -- | -- | -- | -- | -- | - | -- | -- | -- | -- | -- | -- | -- | -- | -- | -- | -- | -- | -- | -- | -- | -- | -- | -- | -- | -- | -- |
| Helyszín | I  | O  | I  | O  | I  | O  | I  | O  | I | I  | O  | I  | O  | I  | O  | O  | I  | O  | I  | O  | I  | O  | I  | O  | O  | I  | O  | I  | O  | I  |
| Eredmény | V  | D  | V  | GY | GY | GY | GY | GY | V | V  | V  | V  | D  | V  | GY | GY | V  | D  | GY | GY | GY | GY | GY | GY | GY | V  | GY | V  | GY | GY |
| Helyezés | 14 | 11 | 12 | 12 | 10 | 5  | 3  | 2  | 4 | 5  | 7  | 9  | 9  | 9  | 9  | 8  | 9  | 9  | 9  | 8  | 7  | 7  | 5  | 5  | 5  | 5  | 5  | 5  | 5  | 5  |

Helyszín: O = Otthon; I = Idegenben. Eredmény: GY = Győzelem; D = Döntetlen; V = Vereség.

### Magyar kupa
| 3. forduló 2007. augusztus 29. 16:30 |

| BKV Előre | 0 – 5               | FC Fehérvár                                    |
| --------- | ------------------- | ---------------------------------------------- |
| Varga 78' | (0 – 1) Jegyzőkönyv | Dvéri 26' 83' Nagy 46' Sitku 62' 70' Vayer 82' |

| Sport utcai stadion, Budapest Játékvezető: Németh Ádám (magyar) |

| 4. forduló 2007. szeptember 26. 15:00 |

| Velence SE | 0 – 12              | FC Fehérvár                                            |
| ---------- | ------------------- | ------------------------------------------------------ |
| Németh 49' | (0 – 5) Jegyzőkönyv | Csobánki 5' Dvéri 8' 42' 33' Nagy Sitku 16' 43' Disztl |

| Játékvezető: Király Gergő (magyar) |

| 5. forduló Első mérkőzés 2007. október 24. 14:30 |

| Győri ETO             | 1 – 1               | FC Fehérvár |
| --------------------- | ------------------- | ----------- |
| Brnović 45' Stark 34′ | (1 – 1) Jegyzőkönyv | Sitku 43'   |

| ETO Park, Győr Játékvezető: Andó-Szabó Sándor (magyar) |

| 5. forduló Visszavágó 2007. november 7. 18:00 |

| FC Fehérvár                                      | 3 – 2               | Győri ETO                                   |
| ------------------------------------------------ | ------------------- | ------------------------------------------- |
| Sitku 14' 85' Dvéri 31' 85' Koller 42' Dajić 50' | (3 – 0) Jegyzőkönyv | Varga 84' Granát 87' Kovács 45' Nikolov 77' |

| Sóstói Stadion, Székesfehérvár Játékvezető: Bognár Tamás (magyar) |

| Negyeddöntő Első mérkőzés 2008. március 19. 18:00 |

| FC Fehérvár                   | 2 – 1               | Debreceni VSC        |
| ----------------------------- | ------------------- | -------------------- |
| Farkas 4' Sitku 66' Lázár 39' | (1 – 0) Jegyzőkönyv | Leandro 59' Szűcs 3′ |

| Sóstói Stadion, Székesfehérvár Játékvezető: Fábián Mihály (magyar) |

| Negyeddöntő Visszavágó 2008. március 27. 18:00 |

| Debreceni VSC                                                     | 3 – 1               | FC Fehérvár                     |
| ----------------------------------------------------------------- | ------------------- | ------------------------------- |
| Bogdanović 31' Kerekes 55' Ďurica 86' (öngól) Bíró 14' Sándor 90' | (1 – 0) Jegyzőkönyv | Koller 84' Mohl 10' Sitku 90+1' |

| Oláh Gábor utcai stadion, Debrecen Játékvezető: Bede Ferenc (magyar) |

### Ligakupa

#### Őszi csoportkör (A csoport)
| 1. forduló 2007. augusztus 15. 19:00 |

| FC Fehérvár                                              | 3 – 0               | Újpest     |
| -------------------------------------------------------- | ------------------- | ---------- |
| Horváth 7' Vayer 66' Dvéri 87' 77' Csobánki 53' Nagy 56' | (1 – 0) Jegyzőkönyv | Tolnai 89' |

| Sóstói Stadion, Székesfehérvár Játékvezető: Szabó Zsolt (magyar) |

| 2. forduló 2007. augusztus 22. 16:00 |

| Paksi FC                                     | 2 – 1               | FC Fehérvár          |
| -------------------------------------------- | ------------------- | -------------------- |
| Fehér 47' (öngól) Horváth 49' 35' Kőkuti 90' | (0 – 0) Jegyzőkönyv | Fehér 80' Vadász 55' |

| Fehérvári úti stadion, Paks |

| 3. forduló 2007. szeptember 9. 19:00 |

| FC Fehérvár                         | 2 – 2               | Budapest Honvéd                                            |
| ----------------------------------- | ------------------- | ---------------------------------------------------------- |
| Simek 15' Sitku 89' 67' Horváth 74' | (1 – 1) Jegyzőkönyv | Abass 42' Bárányos 61' Vincze 50' Pomper 79' Smiljanić 83' |

| Sóstói Stadion, Székesfehérvár Játékvezető: Szabó Zsolt (magyar) |

| 4. forduló 2007. szeptember 18. 18:00 |

| Budapest Honvéd     | 0 – 3               | FC Fehérvár                                           |
| ------------------- | ------------------- | ----------------------------------------------------- |
| Genito 29' Koós 38' | (0 – 0) Jegyzőkönyv | Dajić 49' Kocsis 67' Farkas 89' Horváth 66' Božić 71' |

| Bozsik József Stadion, Budapest Játékvezető: Berger József (magyar) |

| 5. forduló 2007. október 2. 17:00 |

| Újpest                                         | 4 – 3               | FC Fehérvár                                     |
| ---------------------------------------------- | ------------------- | ----------------------------------------------- |
| Foxi 50' 28' Dourandi 64' Tisza 67' Kovács 82' | (0 – 2) Jegyzőkönyv | Dajić 22' 90' Božić 44' Csobánki 49' Disztl 69' |

| Szusza Ferenc Stadion, Budapest Játékvezető: Vad II. István (magyar) |

| 6. forduló 2007. október 9. 17:00 |

| FC Fehérvár                                                                  | 3 – 1               | Paksi FC    |
| ---------------------------------------------------------------------------- | ------------------- | ----------- |
| Kocsis 6' Farkas 65' Sitku 83' Horváth 12' Simek 18' Koller 61' Csobánki 72' | (1 – 1) Jegyzőkönyv | Balaskó 21' |

| Sóstói Stadion, Székesfehérvár Játékvezető: Bede Ferenc (magyar) |

#### Az A csoport végeredménye
| Csapat          | M | Gy | D | V | G+ | G– | Gk | P  |
| --------------- | - | -- | - | - | -- | -- | -- | -- |
| FC Fehérvár     | 6 | 3  | 1 | 2 | 15 | 9  | +6 | 10 |
| Újpest          | 6 | 3  | 1 | 2 | 15 | 14 | +1 | 10 |
| Budapest Honvéd | 6 | 2  | 2 | 2 | 12 | 16 | –4 | 8  |
| Paksi FC        | 6 | 2  | 0 | 4 | 11 | 14 | –3 | 6  |

#### Őszi negyeddöntő
| 2007. október 17. 17:00 |

| FC Fehérvár                   | 1 – 1               | Győri ETO  |
| ----------------------------- | ------------------- | ---------- |
| Sitku 63' Dvéri 51' Božić 54' | (0 – 0) Jegyzőkönyv | Tokody 81' |

| Sóstói Stadion, Székesfehérvár Játékvezető: Iványi Zoltán (magyar) |

| 2007. október 27. 13:30 |

| Győri ETO                                         | 2 – 2               | FC Fehérvár                                   |
| ------------------------------------------------- | ------------------- | --------------------------------------------- |
| Bogdanović 36' Brnović 85' Nikolov 35′ Kovács 81' | (0 – 2) Jegyzőkönyv | Disztl 6' Horváth 32' 33' Pálfi 38' Dajić 90' |

| ETO Park, Győr Játékvezető: Veizer Roland (magyar) |

- 3 – 3-s összesítéssel, idegenben lőtt több góllal az FC Fehérvár jutott tovább.

#### Őszi elődöntő
| 2007. október 31. 17:00 |

| Zalaegerszegi TE             | 2 – 1               | FC Fehérvár                                      |
| ---------------------------- | ------------------- | ------------------------------------------------ |
| Méyé 54' Botis 70' Vulin 71' | (0 – 1) Jegyzőkönyv | Sitku 38' 42' Dajić 59' Horváth 64' Csobánki 76' |

| ZTE Aréna, Zalaegerszeg Nézőszám: 800 Játékvezető: Kassai Viktor (magyar) |

| 2007. november 14. 18:00 |

| FC Fehérvár                                                  | 3 – 1               | Zalaegerszegi TE                                 |
| ------------------------------------------------------------ | ------------------- | ------------------------------------------------ |
| Sitku 11' 70' Božić 90+2' Mészáros 26' Dajić 46' Horváth 76′ | (0 – 1) Jegyzőkönyv | Méyé 45' Botis 10' Kádár 11' Máté 11' Molnár 48' |

| Sóstói Stadion, Székesfehérvár Nézőszám: 152 Játékvezető: Andó-Szabó Sándor (magyar) |

#### Őszi döntő
1. mérkőzés
| 2007. november 18. 18:00 |

| FC Fehérvár                                        | 3 – 0               | Diósgyőr   |
| -------------------------------------------------- | ------------------- | ---------- |
| Simek 38' Dvéri 51' Sitku 59' Božić 8' Horváth 90′ | (1 – 0) Jegyzőkönyv | Kassim 34′ |

| Sóstói Stadion, Székesfehérvár Játékvezető: Bede Ferenc (magyar) |

2. mérkőzés
| 2007. november 28. 18:00 |

| Diósgyőr             | 2 – 1               | FC Fehérvár                                              |
| -------------------- | ------------------- | -------------------------------------------------------- |
| Simon 77' Huszák 84' | (0 – 0) Jegyzőkönyv | Sitku 70' 72' Mohl 74' Farkas 83' Vayer 86' Csobánki 89′ |

| DVTK-stadion, Miskolc Játékvezető: Szabó Zsolt (magyar) |

#### Tavaszi csoportkör (B csoport)
| 1. forduló 2007. november 30. 11:00 |

| Paksi FC                                 | 3 – 1               | FC Fehérvár |
| ---------------------------------------- | ------------------- | ----------- |
| Balaskó 21' Kiss 49' Vári 50' Molnár 89′ | (1 – 0) Jegyzőkönyv | Disztl 75'  |

| Sóstói Stadion, Székesfehérvár Játékvezető: Németh Ádám (magyar) |

| 2. forduló 2007. december 5. 14:00 |

| FC Fehérvár              | 2 – 5               | BFC Siófok                                            |
| ------------------------ | ------------------- | ----------------------------------------------------- |
| Disztl 39' 49' Sötét 76' | (1 – 3) Jegyzőkönyv | Gajda 3' Kanta 17' Miklósvári 23' 75' 61' Melczer 72' |

| Sóstói Stadion, Székesfehérvár Játékvezető: Szilasi Szabolcs (magyar) |

| 3. forduló 2007. december 8. 13:00 |

| Kaposvári Rákóczi | 2 – 0               | FC Fehérvár  |
| ----------------- | ------------------- | ------------ |
| Bozović 44' 56'   | (1 – 0) Jegyzőkönyv | Janovics 56' |

| Kaposvár Játékvezető: Oláh Gábor (magyar) |

| 4. forduló 2008. február 16. 14:00 |

| FC Fehérvár          | 2 – 0               | Kaposvári Rákóczi |
| -------------------- | ------------------- | ----------------- |
| Simek 19' Farkas 62' | (1 – 0) Jegyzőkönyv | Horváth 67'       |

| Sóstói Stadion, Székesfehérvár Játékvezető: Szilasi Szabolcs (magyar) |

| 5. forduló 2008. február 20. 14:00 |

| FC Fehérvár | 0 – 1               | Paksi FC                              |
| ----------- | ------------------- | ------------------------------------- |
|             | (0 – 1) Jegyzőkönyv | Weitner 37' 82' Hanák 13' Kriston 64' |

| Sóstói Stadion, Székesfehérvár Játékvezető: Erdős József (magyar) |

| 6. forduló 2008. február 27. 14:00 |

| BFC Siófok                                                      | 4 – 2               | FC Fehérvár                           |
| --------------------------------------------------------------- | ------------------- | ------------------------------------- |
| Sütő 9' Gajda 22' Magasföldi 34' Miklósvári 66' 83' Popovic 62' | (3 – 0) Jegyzőkönyv | Csobánki 61' 81' Fejes 9' Konecny 71' |

| Révész Géza utcai stadion, Siófok Játékvezető: Pintér Csaba (magyar) |

#### A B csoport végeredménye
| Csapat            | M | Gy | D | V | G+ | G– | Gk | P  |
| ----------------- | - | -- | - | - | -- | -- | -- | -- |
| Paks              | 6 | 5  | 0 | 1 | 16 | 10 | +6 | 15 |
| BFC Siófok        | 6 | 3  | 0 | 3 | 15 | 13 | +2 | 9  |
| Kaposvári Rákóczi | 6 | 3  | 0 | 3 | 11 | 11 | 0  | 9  |
| FC Fehérvár       | 6 | 1  | 0 | 5 | 7  | 15 | –8 | 3  |

#### Nagydöntő
1. mérkőzés
| 2008. május 14. 18:00 |

| FC Fehérvár        | 1 – 0               | Debreceni VSC |
| ------------------ | ------------------- | ------------- |
| Dajić 22' Nagy 87' | (1 – 0) Jegyzőkönyv | Fodor 45'     |

| Sóstói Stadion, Székesfehérvár Játékvezető: Bognár Tamás (magyar) |

2. mérkőzés
| 2008. május 20. 20:45 |

| Debreceni VSC        | 0 – 2               | FC Fehérvár                                 |
| -------------------- | ------------------- | ------------------------------------------- |
| Rudolf 32' Szűcs 66' | (0 – 0) Jegyzőkönyv | Sifter 58' Sitku 71' Dajić 36' Csobánki 90' |

| Oláh Gábor utcai stadion, Debrecen Játékvezető: Iványi Zoltán (magyar) |

- A 2007–08-as ligakupát az FC Fehérvár csapata nyerte.

## Külső hivatkozások
- A csapat hivatalos honlapja (magyarul)
- A Magyar Labdarúgó Szövetség honlapja, adatbankja (magyarul)